# Karl Roth (Politiker, 1902)
Karl Roth (* 22. Februar 1902 in Neunkirchen-Salchendorf; † 28. Juli 1980 in Neunkirchen) war ein deutscher Unternehmer, Kommunalpolitiker (FDP) und ehrenamtlicher Landrat (FDP).

## Leben
Karl Roth, Sohn aus einer Handwerkerfamilie, war nach dem Besuch einer Fachschule und Ausbildung als technischer Mitarbeiter bei einer Firma im Ruhrgebiet tätig. Im Zweiten Weltkrieg war er Soldat.
Von 1936 bis 1980 war er Inhaber der Firma Heinrichsglück (Schweißvorrichtungsbau) in Salchendorf sowie Teilhaber und Geschäftsführer der Bautenberg GmbH (Maschinen und Apparatebau) in Unterwilden.
Roth engagierte sich in der Industrie-Förderungsgesellschaft, Deutschen Forstwirtschaftsrat und im Kreis-Jagdbeirat.
Er war evangelisch, verheiratet und hatte drei Kinder.

## Politik
Von 1948 bis 1961 gehörte er der FDP-Fraktion im Gemeinderat in Neunkirchen an; vier Jahre lang war er ehrenamtlicher Bürgermeister in Neunkirchen. In der angrenzenden Gemeinde Burbach war er Amtsvertreter von 1956 bis 1961.
Roth war Mitglied des Kreistages des Landkreises Siegen vom 9. November 1952 bis zum 19. März 1961. Er war Mitglied im Kreisausschuss sowie Finanzausschuss. Er war Vorsitzender des Kreisgemeindetages und Vorsitzender des Gemeindetages Westfalen.
Vom 7. Dezember 1954 bis zum 16. November 1956 war Roth Landrat des Kreises Siegen. Er gehörte verschiedenen Gremien des Landkreistages NRW an, wie dem Finanzausschuss (stv. Mitglied, 1955–1956), Verfassungsausschuss (stv. Mitglied, 1955–1956) und Bauausschuss (1956).

## Ehrungen und Auszeichnungen
- Kriegsverdienstkreuz II. Klasse mit Schwertern (1942)
- Kriegsverdienstkreuz I. Klasse mit Schwertern (1945)